# Rhacocnemis guttatus
Rhacocnemis guttatus är en spindelart som först beskrevs av John Blackwall 1877.  Rhacocnemis guttatus ingår i släktet Rhacocnemis och familjen jättekrabbspindlar.
Artens utbredningsområde är Seychellerna. Inga underarter finns listade i Catalogue of Life.